# ローデウェイク・デ・ファデル
ローデウェイク・デ・ファデル（Lodewijk de  Vadder、1605年4月8日（洗礼日）- 1655年8月10日）は、フランドルの画家、版画家である。風景画を描いたことで知られている。

## 略歴
ブリュッセル周縁の現在のフラームス＝ブラバント州のグリンベルゲン（Grimbergen）で生まれた。父親のGielis de Vadderは画家で、画家の2人の兄がいた。修行時代のことは記録にないが、1590年生まれの兄 Philippe は1613年にブリュッセルの聖ルカ組合に親方として登録されていて、この兄から絵を学んだと考えられている 。ローデウェイク・デ・ファデルも1628年にブリュッセルの聖ルカ組合に親方として登録された。
ピーテル・パウル・ルーベンス（1577-1640）の晩年の風景画作品に影響をうけていると言われている。ブリュッセル南東部に広がるソニアの森（Zoniënwoud）と呼ばれる森の風景などを描いた。
1644年、ブリュッセル市当局からタペストリーの元絵制作者に指定され、ブリュッセルのヤン・コルダイス（Jan Cordijs）やブーデウェイン・ファン・ベフェレン（Boudewijn van Beveren）の織物工場のために働いた。
1655年にブリュッセルで亡くなった。弟子にはIgnatius van der Stock（fl:1660-1661）らがいて、Lucas Achtschellinck（1626–1699）も弟子であったとされる。

## 作品

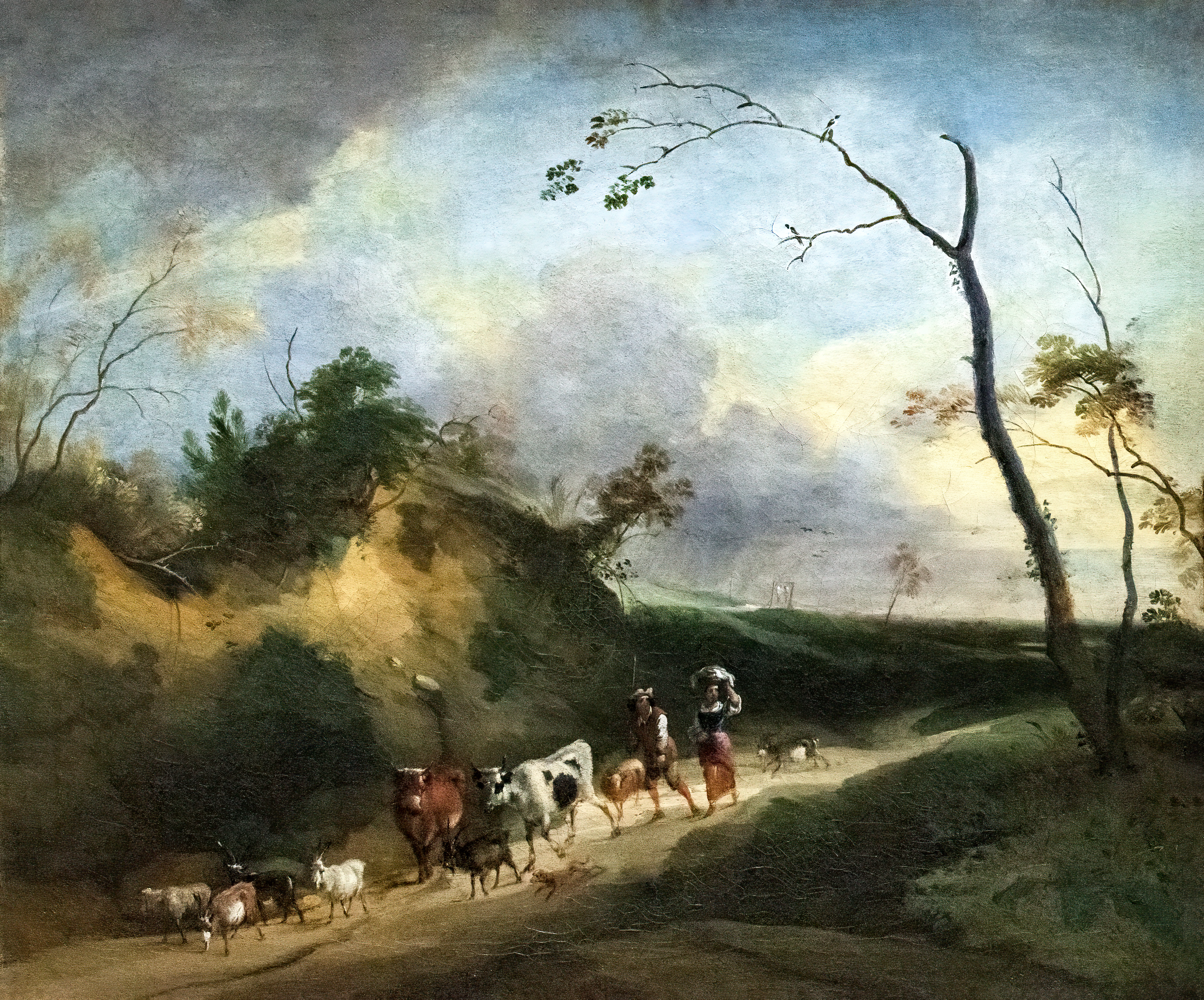
人物と動物のいる風景 ナルボンヌ歴史と美術の博物館
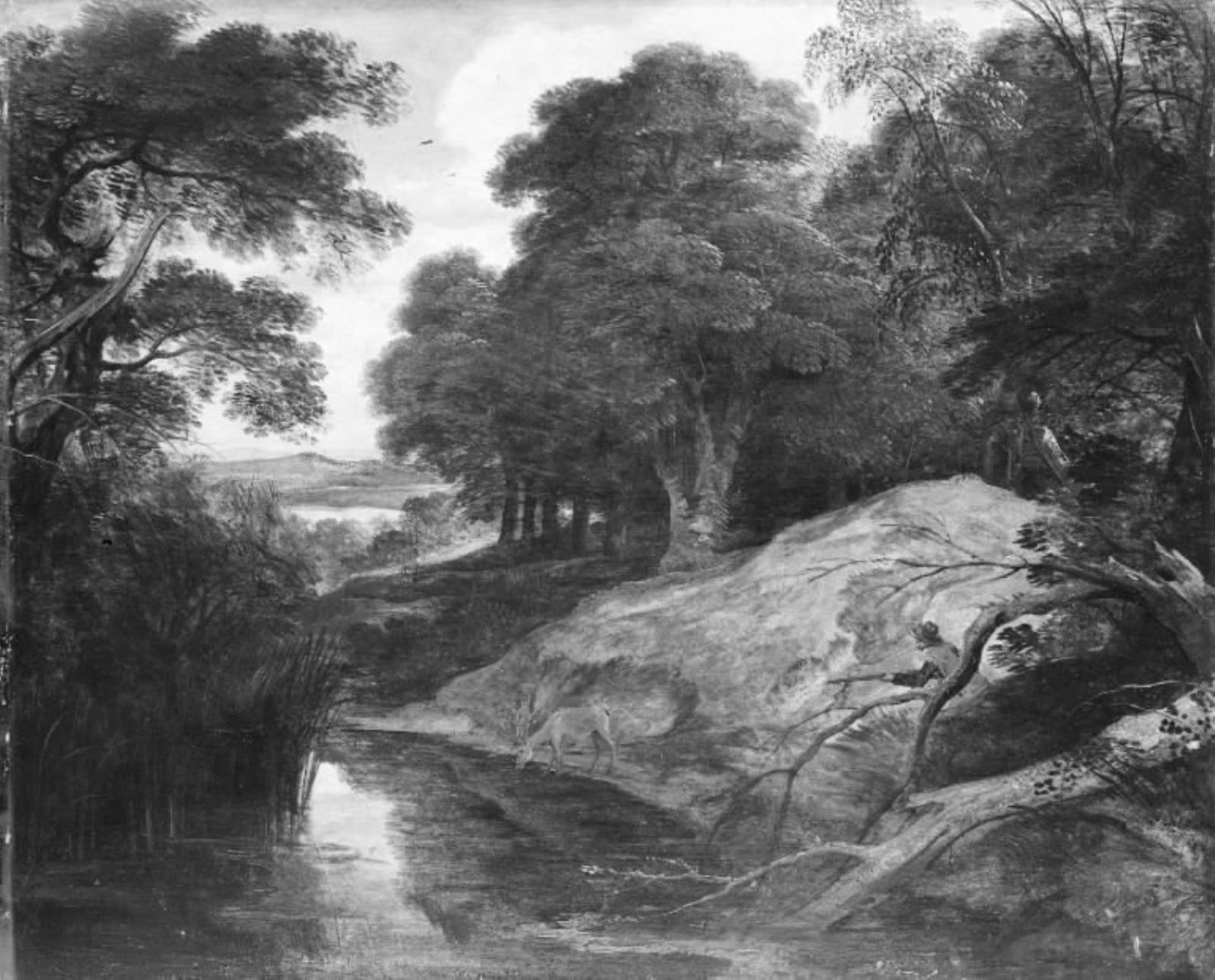
猟師と鹿のいる風景 コペンハーゲン国立美術館
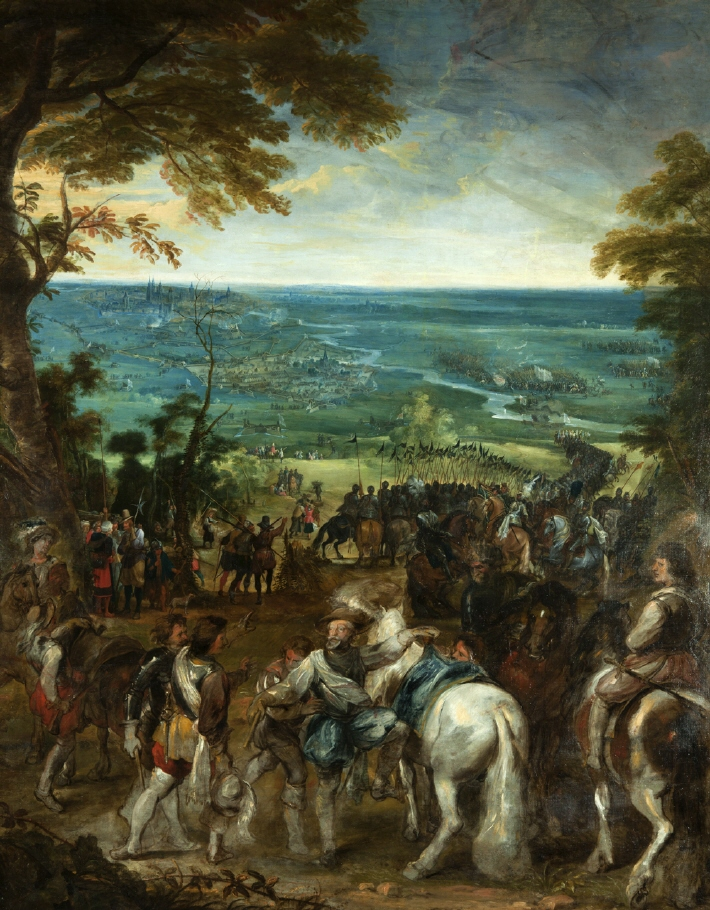
ルーベンス、ピーテル・スネイエルスと共作「アミアン包囲戦のアンリ3世」(1630) ヨーテボリ美術館